# Noé (Alto Garona)
Noé es un municipio (commune) francés, situado en el departamento de Alto Garona y en la región de Mediodía-Pirineos.

## Geografía
Situada a unos de 30km de Toulouse, en la orilla izquierda del río Garona y junto a la autopista A64.

## Demografía
| 1962 | 1968 | 1975 | 1982 | 1990 | 1999 | 2004 |
| ---- | ---- | ---- | ---- | ---- | ---- | ---- |
| 835  | 1034 | 1272 | 1543 | 1975 | 2066 | 2335 |

## Administración y política
Noé forma parte de la mancomunidad de municipios Garonne Louge (el río Louge es un afluente del Garona que corre paralelo al mismo en la comarca en cuestión). La mancomunidad se creó el 22 de diciembre de 1997. Actualmente el alcalde de Noé es el presidente de la mancomunidad, la cual tiene su sede en Noé y es la más pequeña del departamento. 
En el referendo sobre la Constitución Europea ganó el no con un 63,15% de los votos.
Algunos resultados electorales recientes (primeras vueltas del sistema francés):
| extrema izquierda (dos listas) | lista de izquierdas (socialistas, comunistas y otros) | Lista Caza y Pesca | derecha tradicional (dos listas) | Frente Nacional |
| ------------------------------ | ----------------------------------------------------- | ------------------ | -------------------------------- | --------------- |
| 12,1%                          | 42,0%                                                 | 3,5%               | 24,0%                            | 18,4%           |

## Economía
Según el censo de 1999, la distribución de la población activa por sectores era:
| agricultura | industria | construcción | servicios |
| ----------- | --------- | ------------ | --------- |
| 2,6%        | 19,5%     | 8,2%         | 69,7%     |